# 喜代姬
德川喜代姬（1818年（文政元年）—1844年（弘化元年）），日本江戶時代後期第5代姬路藩藩主酒井忠學正室。幼名都子，院號謙光院。她是德川幕府第11代將軍德川家齊第25女，母親是家齊側室——土屋忠兵衛平知光養女於八重之方（皆春院）。
1822年（文政5年）與酒井忠學訂立婚約，1831年（天保3年）3月輿入姬路城，這場政治婚姻成功使酒井家家格上昇。婚後她以孝順公婆而獲得好名聲。喜代姬和忠學的女兒喜曾姫於1834年（天保5年）3月1日誕生，長大後嫁予忠學的養子、後來的第6代姬路藩藩主酒井忠寶為正室。
現在，姬路著名和菓子「玉椿」就是當時為忠學與喜代姬的婚禮而製作的。